# Cimitero di Rosignano Marittimo
Il cimitero di Rosignano Marittimo è un piccolo cimitero, con una parte storica monumentale, nei pressi di Rosignano Marittimo, in provincia di Livorno.
Venne realizzato tra la fine del XIX e l'inizio del XX secolo ed è stato gradualmente ampliato. La parte storica si trova nella parte più vicina alla via per Rosignano ed è caratterizzata da alcune cappelle gentilizie.
Tra queste, spicca la Cappella Gori, dove è sepolto Pietro Gori. Realizzata nel 1907, vi venne sepolto, nel 1911, il celebre rivoluzionario, accanto alla madre Giulia Lusoni, la sorella Bice e altri parenti. I tre busti nella cappella ritraggono il padre, la madre e la sorella di Pietro. Un'altra statua, opera del carrarese Arturo Dazzi, ritrae Pietro, ma venne semidistrutta dai fascisti negli anni trenta. Oggi si trova ancora nella cappella a ricordo del trascorso storico.
Un altro monumento a Pietro Gori è stato eretto davanti alla cappella vent'anni dopo, a spese della sezione comunista della zona, ed è visibile proprio davanti all'accesso principale, davanti alla Cappella Gori. Dal 2001 una speciale illuminazione decora di notte la statua.

## Galleria d'immagini

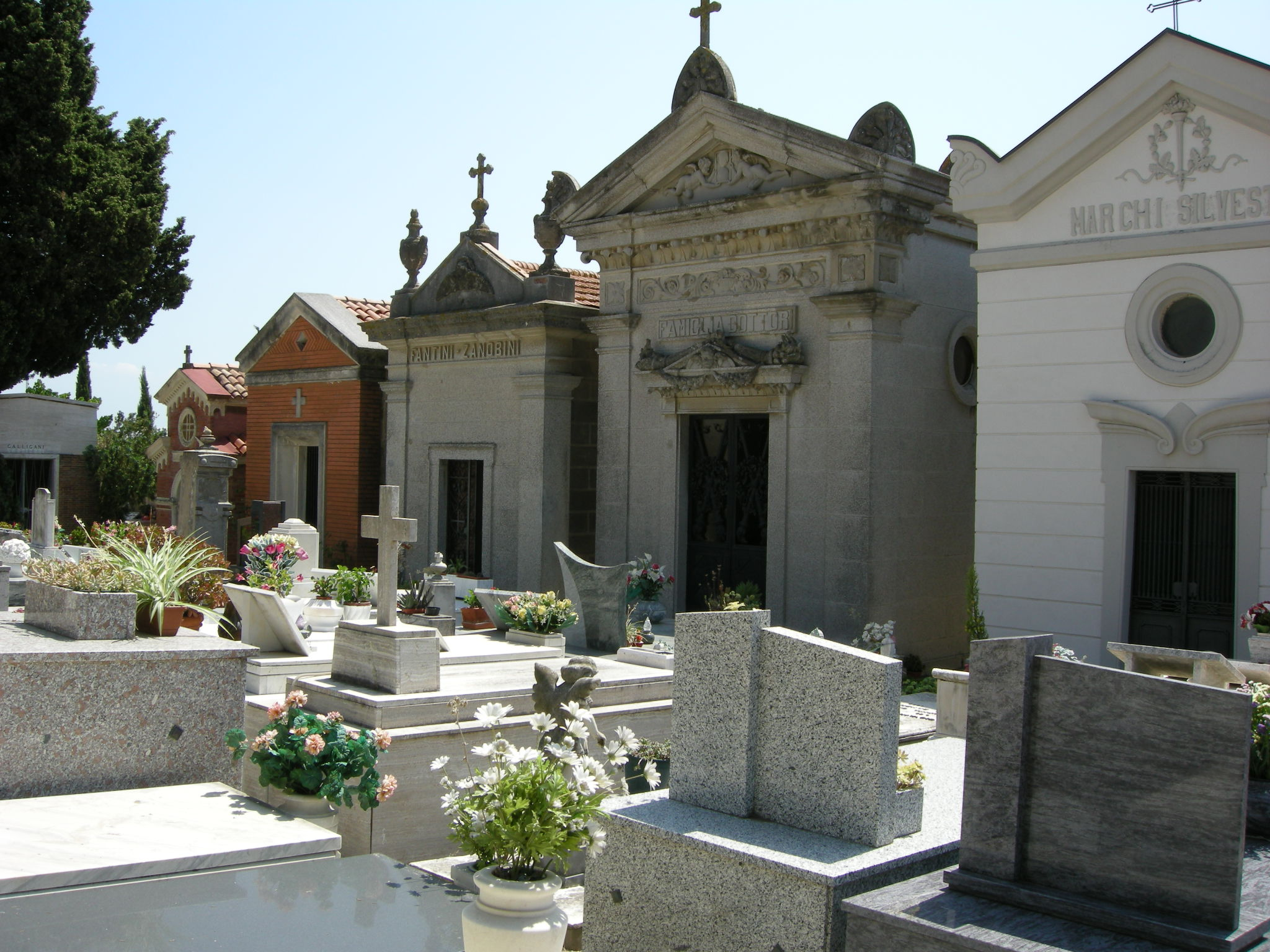
Cappelle gentilizie
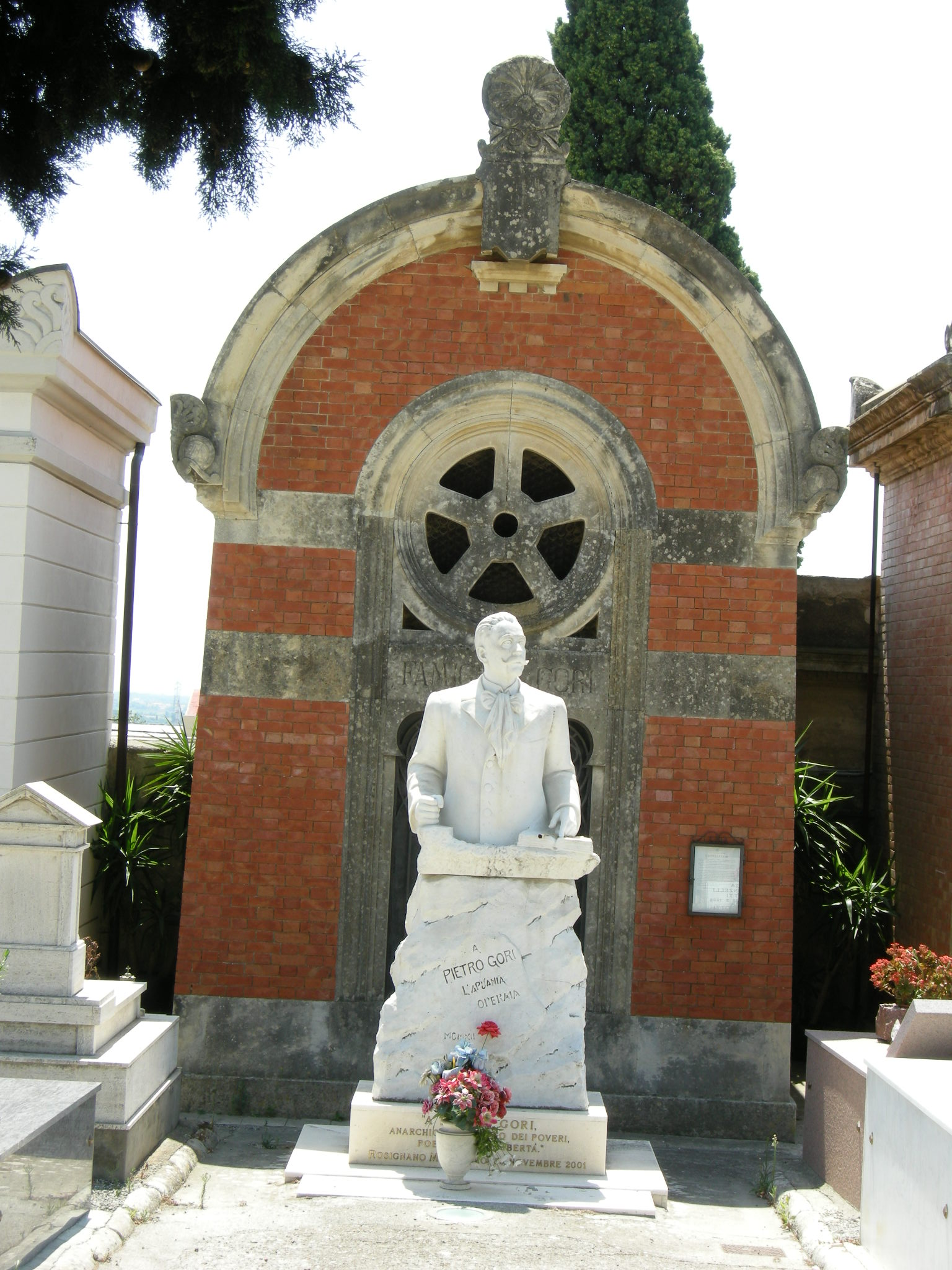
Cappella Gori e monumento
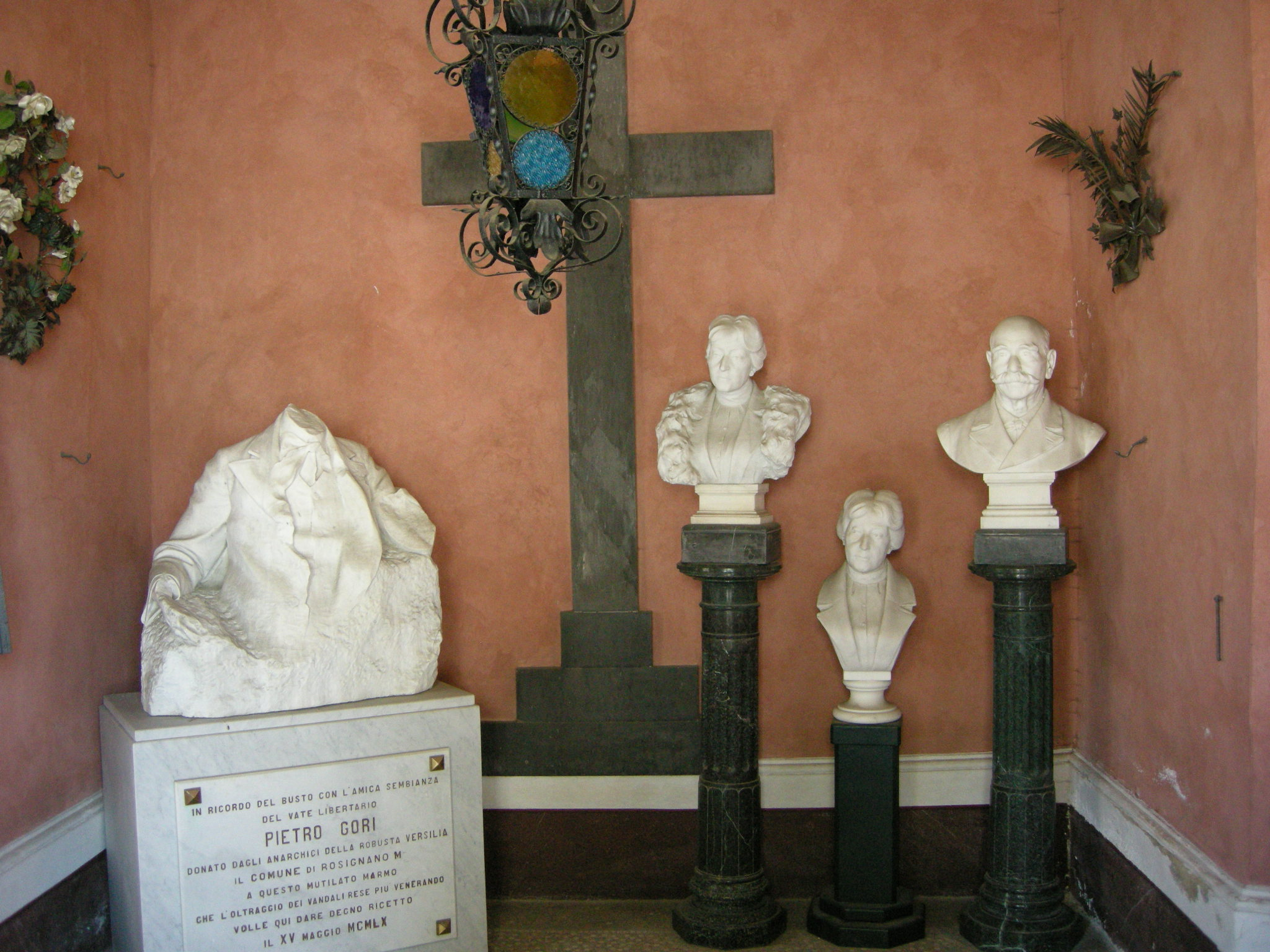
Cappella Gori, interno